# Jean Xavier Knopff
Jean Xavier Knopff est un homme politique français né le 22 septembre 1755 à Eschentzwiller (Haut-Rhin) et décédé le 30 juin 1835 à Eschentzwiller.
Notaire, il est député du Haut-Rhin de 1824 à 1827, siégeant dans la majorité soutenant les gouvernements de la Restauration.

## Sources
- « Jean Xavier Knopff », dans Adolphe Robert et Gaston Cougny, Dictionnaire des parlementaires français, Edgar Bourloton, 1889-1891 [détail de l’édition]